# Ligação sigma

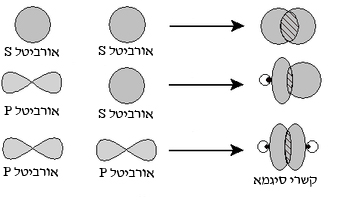
Ligação Sigma.

Ligação sigma  (Ligação {\displaystyle \sigma })  é uma ligação covalente entre dois orbitais atômicos, podendo ser entre dois orbitais {\displaystyle s}, ou entre um orbital {\displaystyle s} e um {\displaystyle p}, ou ainda entre dois orbitais {\displaystyle p}, onde em todos esses casos os orbitais se interpenetram frontalmente, observando-se uma simetria cilíndrica sobre o eixo que une o centro dos dois átomos. A densidade eletrônica (o par de elétrons da ligação) vai se situar entre os núcleos dos átomos ligados, mais próximo do átomo com maior eletronegatividade.
Uma ligação sigma, entre o carbono e demais átomos, pode ser feita por um orbital híbrido tipo {\displaystyle sp,~sp^{2}} ou {\displaystyle sp^{3}}, e o orbital {\displaystyle s} do hidrogênio, ou com orbitais {\displaystyle sp,~sp^{2}}e {\displaystyle sp^{3}}de átomos maiores.
A ligação sigma pode ocorrer também através da interpenetração de orbitais no mesmo eixo e com qualquer tipo de orbital.
Já a ligação pi ocorre somente com orbitais do tipo ({\displaystyle p}) e através da atração de orbitais em eixos paralelos.
- uma ligação simples {\displaystyle (A-B)} é sempre sigma.
- uma ligação dupla {\displaystyle (A=B)} é sempre uma ligação sigma e outra ligação pi.
- uma ligação tripla {\displaystyle (A\equiv B)} é sempre uma ligação sigma e duas ligações pi.

## Moléculas poliatômicos

s-p de Fluoreto de hidrogênio.

Ligações sigma são obtidas por sobreposição de frente de orbitais atômicas. O conceito de ligação sigma é estendido para descrever as interações das ligações envolvendo sobreposição de um simples lóbulo de uma orbital com um único lóbulo da outra. Por exemplo, o propano é descrito como consistindo de dez ligações do tipo sigma, uma para cada uma das duas ligações do tipo {\displaystyle C-C} e cada uma dos oito ligações do tipo {\displaystyle C-H}.

## Múltiplas ligações complexas
Complexos de metais de transição que apresentam ligações múltiplas, tais como o complexo de di-hidrogenofosfato, têm ligações sigma entre os vários átomos ligados. Estas ligações sigma pode ser completada com outras interações de ligação, tais como retrodoação do tipo {\displaystyle \pi } π-costas, como no caso de {\displaystyle {W(CO)}_{3}{(PCy_{3})}_{2}(H_{2})}, e até mesmo as ligações do tipo {\displaystyle \sigma }, tal como no caso de Acetato de cromo (II).

## Moléculas Orgânicas
As moléculas orgânicas são muitas vezes compostos cíclicos contendo um ou mais anéis, tais como o benzeno, e são muitas vezes feitos de muitas ligações do tipo sigma, juntamente com ligações do tipo pi. De acordo com a regra de ligação do tipo sigma, o número de ligações do tipo sigma em uma molécula equivalente ao número de átomos mais o número de anéis menos um.
{\displaystyle N_{\sigma }=N_{\text{átomos}}+N_{\text{aneis}}-1}
A molécula sem anéis pode ser representada como uma árvore com uma série de ligações igual ao número de átomos de menos um (como em dihidrogenofosfato, {\displaystyle H_{2}}, com apenas uma ligação do tipo sigma, ou amoníaco, {\displaystyle NH_{3}}, com 3 ligações do tipo sigma). Não existe nenhuma ligação de mais do que um sigma entre quaisquer dois átomos.
As moléculas com anéis têm ligações do tipo sigma adicionais, tais como anéis de benzeno, que têm 6 ligações do tipo {\displaystyle C-C} e sigma dentro do anel de 6 átomos de carbono. A molécula de antraceno, {\displaystyle C_{14}H_{10}}, tem três anéis para que a regra dá o número de ligações do tipo sigma como sendo {\displaystyle 24+3-1=26}. Neste caso existem 16 ligações do tipo {\displaystyle C-C} e sigma e 10 ligações do tipo {\displaystyle C-H}.